# Röststyrning
Röststyrning (på engelska: voice command eller voice control) är språkteknologi där en människa kan styra en anordning med rösten. Röststyrning är en vanlig komponent i smartphones samt i smarta högtalare som exempelvis Amazon Echo och Google Home där användaren yttrar ett aktiveringsord för att sedan styra högtalarna med rösten. Röststyrning är ett vanligt sätt att styra en digital assistent.
Taligenkänning utgör grunden för sådana system.